# 愛撫 (小説)
『愛撫』（あいぶ）は、梶井基次郎の短編小説（掌編小説）。飼い猫と遊び戯れる中で浮んでくる空想を題材にした随筆的な作品。猫の耳を切符切りのようにパチンとする空想や、爪を全部切ったらどうなるかなど、いたずら心で書いた小品ながらも、そこに流れる温かみや気品を高評価された軽妙な短編である。『ある崖上の感情』『櫻の樹の下には』の擱筆以来、約2年の沈黙の後に発表され、新たな活路が見られた作品でもある。

## 発表経過
1930年（昭和5年）6月16日発行の同人誌『詩・現実』創刊号・第一冊に掲載された。その後、基次郎の死の前年の1931年（昭和6年）5月15日に武蔵野書院より刊行の作品集『檸檬』に収録された。同書には他に17編の短編が収録されている。
翻訳版は、Stephen Dodd訳による英語（英題：Caress）、Christine Kodama訳によるフランス語（仏題：Caresses）で出版されている。

## あらすじ
薄くて冷たくて、硬いような柔らかいような何ともいえない感触をもつ猫の耳に思いをめぐらす「私」は、子供の頃から猫の耳を「切符切り」のようにパチンとしてみたくてたまらなかった。
それは、引っ張られても平気でいる猫の耳の不死身から誘発される想像であったが、ある日「私」は猫とじゃれ合い、その耳を噛んでしまうと、猫は痛さで悲鳴をあげ、「私」の「切符切り」の空想はしぼんでしまった。
「私」は別の空想を始め、猫の爪を全部切ってしまったらどうなるか考えてみた。おそらく爪を失った猫は、高所から飛び降りることも不可能となり、絶望して死んでしまうだろうと「私」は予想する。
爪のない猫とは、空想を失った詩人、早発性痴呆に陥った天才に似ていると思う「私」にとって、この想像は非常に悲しくさせるものだった。猫の匕首のように鋭い爪は、この動物の活力であり、智恵、精霊、一切だと「私」は確信していた。
「私」はある日、変な夢を見た。それは或るXという女性の私室で彼女が鏡台の前で化粧をしているのを、「私」が新聞を読む横目でチラチラ見ているのだが、彼女が顔へ白粉を塗っている道具がなんと猫の手だったのである。そしてそれは彼女の愛猫・ミュルの前足だった。

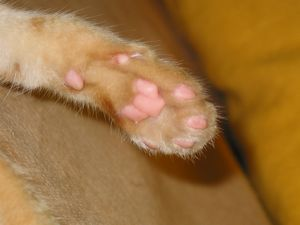
猫の足裏

外国でそうするのが流行っているからと、彼女は知人の大学医科の小使に作ってもらったのだという。「私」は、そんなことを依頼した女というものの残酷さと無神経を今更ながら憎み出し、嫌な気分になるが、外国雑誌か新聞で自分もその流行の話を読んだ気がした。
「私」はその夢の中の「猫の手の化粧道具」を思い出し独り笑いをしながら、猫が顔を洗うような仕草をする前足の絨毯のような毛並みを撫ぜてみた。そんな化粧道具が不要な「私」は仰向けに寝転び、猫を抱きあげて両前足の柔らかい蹠（足裏）を一つずつ自分の閉じた眼蓋に当ててみた。
快い猫の重さと温かい蹠は、疲れた「私」の眼球にしみじみと沁み、この世のものでない休息を感じた「私」は、「仔猫よ！　後生だから、しばらく踏み外はずさないでいろよ。お前はすぐ爪を立てるのだから」と心の中でつぶやく。

## 登場人物
私
子猫を飼っている。「私」の家に来た或る謹厳な客が、話をしながら膝に乗ってきた子猫の耳をしきりに抓っていた光景をよく憶えている。梶井基次郎本人がモデル。〈謹厳な客〉のモデルは友人の近藤直人。
※夢の中
X
女性。可愛い小猫・ミュルを飼っている。彼女は「私」が来ると、胸に抱いている猫をいつも渡して寄越すが、「私」はそれに辟易する。その猫には彼女の微かな香料の匂いが移っている。この女性のモデルは、基次郎の友人の小山田嘉一の妻・久子。

## 作品背景
※梶井基次郎の作品や随筆・書簡内からの文章の引用は〈　〉にしています（論者や評者の論文からの引用部との区別のため）。

### 『詩・現実』
梶井基次郎らが創刊した同人誌『青空』が1927年（昭和2年）6月の第28号で終刊になった後、同人の北川冬彦、三好達治、飯島正らは1928年（昭和3年）9月に春山行夫らと詩誌『詩と詩論』を創刊。北川から寄稿依頼された基次郎も「櫻の樹の下には」などを『詩と詩論』に発表していた。
その後、春山行夫の現実遊離路線と対立した北川冬彦、淀野隆三らは『詩と詩論』を脱退し、1930年（昭和5年）6月に武蔵野書院から同人誌『詩・現実』を創刊した。『詩・現実』は、当時の世界恐慌の情勢からマルクス主義に傾倒していた北川と淀野が主導し、「芸術のみが現実よりの遊離に於いて存在し得るといふのは、一つの幻想に過ぎない。現実に観よ、そして創造せよ」という標榜が掲げられた。
この創刊号に原稿依頼されていた基次郎も、その創刊目的に賛同して作品創作にかかっていたが、持病の結核のさらなる悪化に加えて、春に母・ヒサが病気入院し見舞いに追われるなどして痔疾もひどくなり（詳細は梶井基次郎#重くなる病状――生活への愛着を参照）、途中で頓挫してしまい（この頃すでに「のんきな患者」の草稿にかかっていた）、軽い気持で書いた猫の話を寄稿した。

### 猫との生活

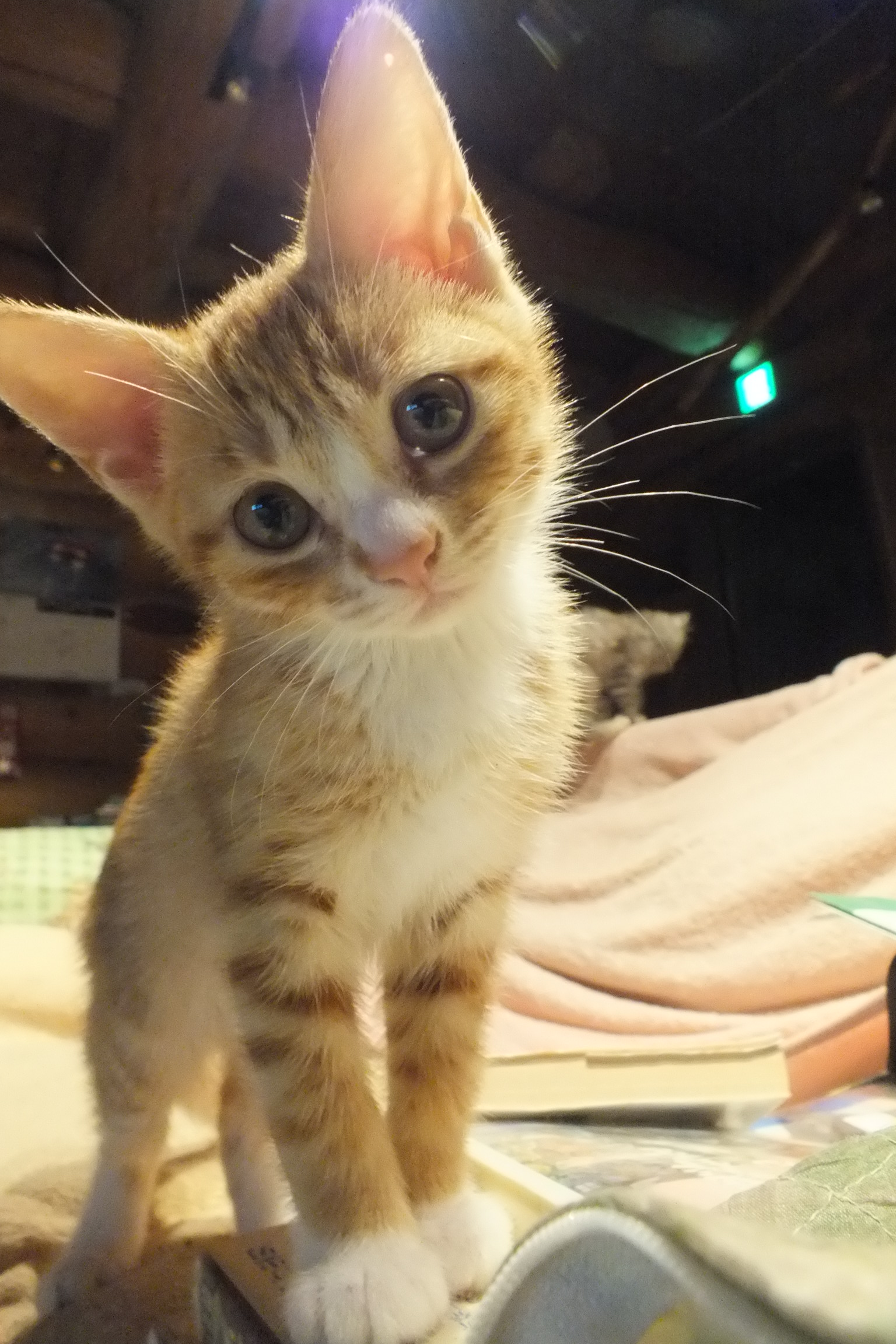
茶とら白猫

梶井基次郎は、犬を好きになろうとしても〈まだちよつとコワイ〉という不信の意識があったが、それに比べ猫の方は手放しで好きであった。実家では〈風来猫〉を放し飼いにしていたが、基次郎は、特に鼠をよく捕る猫を〈素性のいゝ奴〉とし、〈鼠の捕れない猫は頓間で猛獣性がなくて結局面白い奴といふだけの話になる〉、〈鼠をよく捕つた猫は永く家族が忘れない〉と語っている。
1928年（昭和3年）8月中旬から呼吸困難で歩けなくなるほど結核が進み、衰弱が激しくなった基次郎は、友人達の強い勧めで9月に東京を離れ、大阪市住吉区阿倍野町99番地（現・阿倍野区王子町2丁目14番地12号）の実家に戻り養生生活を送っていた（詳細は梶井基次郎#帝大中退後――大阪帰郷へを参照）。
外出もままならない基次郎とって、放し飼いの白猫・ノボなど、3匹の猫を相手に暮らすのがその頃の日常であった。ノボは、夜になると外に出て〈夜遊び〉に余念がなく、夜中に基次郎の寝床に帰って来て、基次郎が起きる時に一緒に起きていた。
1929年（昭和4年）1月に父・宗太郎が急死し、2月に友人の近藤直人が基次郎を見舞いに京都からやって来た時に、近藤が膝に乗ったノボの耳をしきりに抓っていたのが基次郎の印象に残った。主人の宗太郎の死のせいか、やがてノボは梶井家に居つかなくなっていった。「ノボ」という名前は宗太郎が付けていた。
『愛撫』の中でも描かれているように、基次郎は猫の前足の裏を自分の瞼に当てることも実際にやっていたが、〈風来猫〉だったので、仲町貞子（北川冬彦の当時の妻）のように猫の病気の世話までするほどの習慣はなかった。
また、第三高等学校時代からの友人・小山田嘉一（基次郎の「檸檬」をいち早く認めた人物）は1926年（大正15年）10月に6歳下の女性・久子と結婚したが、その久子夫人も猫好きであった。
新婚の小山田夫妻は1927年（昭和2年）2月に湯ヶ島滞在時の基次郎の宿「湯川屋」も訪問し、基次郎は新妻の久子夫人が滞在中に風邪を引かないように細やかな心遣いを見せ、妹のようにいたわっていた。基次郎が9月に10日間ほど東京に戻った時には、中野に住む小山田の新婚の家にも寄っていた。

### 井原西鶴の精神
同人誌『詩・現実』での北川冬彦や淀野隆三らと同じく、当時の基次郎も社会的な問題意識に関心を寄せ、マルクス『資本論』、レマルクの『金融資本論』や、ゴーリキーの『アルタモノフの一家の事業』、『安田善次郎伝』などを読み、社会派的小説への意欲を持っていた。しかしながら、それは日本の左翼文学のように公式的な観念や表層のつまらないものではなく、もっと一般の生活に根づいたものであった。
その頃、基次郎は井原西鶴にも惹かれ、〈色と慾とで万事を見て行った西鶴の態度〉や、その両者を〈唯一の実在として小説を書いてゐる〉ことに感心し、西鶴を日本の代表的作家だと評価していた。基次郎は『愛撫』を〈半分デンゴウ書きをした〉ものとしているが、この〈デンゴウ書き〉とは、大阪弁で「いたずら書き」を意味し、実は井原西鶴の精神である。『好色一代男』の跋には、「むかしの文枕とかいやり捨られし中に、転合書のあるを取集て」と記されている。

### ボードレールの「猫」
基次郎は、アーサー・シモンズが英訳したボードレールの『悪の華』や『巴里の憂鬱』を愛読し、その中の一節をノートに写すなどしているが、ボードレールの『悪の華』には「猫」という名の詩が3篇収録されている。
この2篇目の「猫」の第2節では、基次郎が『愛撫』の中で小山田嘉一夫人・久子のイメージを原型に描いた夢の場面と似た「移り香」が綴られているが、その中には英訳でも原文のフランス語と同じ「caresse（愛撫）」という言葉が用いられている。
その金色と栗色の毛皮から　実にやさしい香が発散するので、ある晩

たった一度だけ愛撫してやったら　私にも移り香がしみついた—ボードレール「猫」（47番）
柏倉康夫は、この詩「猫」が源泉となり、「caresse（愛撫）」という言葉から、基次郎が自作『愛撫』のタイトルのヒントを得たと考えてまちがいないとしている。

## 作品評価・研究
※梶井基次郎の作品や随筆・書簡内からの文章の引用は〈　〉にしています（論者や評者の論文からの引用部との区別のため）。
『愛撫』は、梶井基次郎の作品の中では比較的軽く書いた随筆的なものであるが、雑誌掲載時から好評で、中には当時初めて日本で翻訳されて話題となっていたプルーストよりも〈偉大〉だと基次郎に直接褒める人物もいたという。今日でも短編の名品として評価が高い作品で、動物を扱った作品など各種アンソロジーで取り上げられる人気作品でもある。
小林秀雄は、『愛撫』の「病的な猫の観察は正常な愛撫にあふれてゐる」と評し、鈴木貞美は、猫との戯れの中に「生の時間をいつくしむような」ものが感じられるとしている。
川端康成は、伊豆湯ヶ島で基次郎と共に過ごしてみて、その自然（植物や動物）を観察する見方（「冬の日射し」のようで「そこに、ユウモアと厳しい深さとがまじつてゐた」こと）を学んだとし、その頃から『青空』で発表される基次郎の作品に注目していたが、「その感情の手が余りに暗鬱」で、「危険」や「逞しい生活の意力」がひそみ、爆発しそうであったため、「膝を崩して書くこと」「多く書くこと」を基次郎にアドバイスしていた。
そして「書くこと」が「病気の障り」になることより「彼の慰め」になるとして、「書かないでゐることは、彼の生活の力を衰へさせはしないか」、「彼はさういふ男だと信じてゐる」と作品発表が滞っていたことを案じていたが、久しぶりの『愛撫』を読んで驚き、「私の意見は顔を赤らめた」として、以下のように高評している。

## おもな収録刊行本

### 単行本
- 『檸檬』（武蔵野書院、1931年5月15日） 
  - 題字：梶井基次郎。四六判。厚紙装。機械函。総271頁
  - 収録作品：「檸檬」「城のある町にて」「泥濘」「路上」「過去」「雪後」「ある心の風景」「Kの昇天―或はKの溺死」「冬の日」「櫻の樹の下には」「器楽的幻覚」「筧の話」「蒼穹」「冬の蠅」「ある崖上の感情」「愛撫」「闇の絵巻」「交尾」
- 『檸檬 梶井基次郎創作集』（武蔵野書院・稲光堂書店、1933年12月1日） 
  - 四六判。ボール紙函。総271頁
  - 収録作品：「檸檬」「城のある町にて」「泥濘」「路上」「過去」「雪後」「ある心の風景」「Kの昇天」「冬の日」「櫻の樹の下には」「器楽的幻覚」「筧の話」「蒼穹」「冬の蝿」「ある崖上の感情」「愛撫」「闇の絵巻」「交尾」
- 『城のある町にて』〈創元選書33〉（創元社、1939年11月29日） 
  - 編集・あとがき：三好達治。四六判。薄紙装。紙カバー。総304頁
  - 収録作品：「檸檬」「城のある町にて」「泥濘」「路上」「過去」「雪後」「ある心の風景」「Kの昇天」「冬の日」「櫻の樹の下には」「器楽的幻覚」「蒼穹」「筧の話」「冬の蝿」「ある崖上の感情」「愛撫」「闇の絵巻」「交尾」「のんきな患者」
- 『檸檬』（十字屋書店、1940年12月20日）
  - 四六判。厚紙装。紙カバー。総271頁
  - 収録作品：「檸檬」「城のある町にて」「泥濘」「路上」「過去」「雪後」「ある心の風景」「Kの昇天」「冬の日」「櫻の樹の下には」「器楽的幻覚」「筧の話」「蒼穹」「冬の蝿」「ある崖上の感情」「愛撫」「闇の絵巻」「交尾」
- 『梶井基次郎集』（新潮文庫、1950年11月25日。改版1967年12月10日、2003年10月30日）
  - カバー装幀：船坂芳助。A6判。仮製本。紙カバー
  - 解説：淀野隆三
  - 収録作品：「檸檬」「城のある町にて」「泥濘」「路上」「橡の花」「過古」「雪後」「ある心の風景」「Kの昇天」「冬の日」「桜の樹の下には」「器楽的幻覚」「蒼穹」「筧の話」「冬の蝿」「ある崖上の感情」「愛撫」「闇の絵巻」「交尾」「のんきな患者」
  - ※1967年12月の改版より『檸檬』と改題。
- 『檸檬・冬の日 他九篇』（岩波文庫、1954年4月25日。改版1985年6月）
  - 装幀：精興社。A6判。仮製本。紙カバー
  - 解説：佐々木基一。淀野隆三「本書の校訂について」。略年譜。
  - 収録作品：「檸檬」「城のある町にて」「ある心の風景」「冬の日」「筧の話」「冬の蝿」「闇の絵巻」「交尾」「のんきな患者」「瀬山の話」「温泉」
- 『檸檬・ある心の風景 他二十篇』（旺文社文庫、1972年12月10日） 
  - 挿絵：石岡瑛子。A6判。仮製本。カバー
  - 解説：石川弘。付録：坂上弘「季節感について」。平林英子「思い出は遙かに」
  - 収録作品：「檸檬」「城のある町にて」「泥濘」「路上」「過古」「雪後」「ある心の風景」「Kの昇天」「冬の日」「蒼穹」「筧の話」「冬の蝿」「ある崖上の感情」「櫻の樹の下には」「愛撫」「闇の絵巻」「交尾」「のんきな患者」「闇の書」「海」「温泉」
- 復刻版『檸檬』（日本近代文学館、1974年9月20日）
  - ※ 精選名著複刻全集シリーズ。収録作品は初版と同じ。
- 『ザ・基次郎――梶井基次郎全作品全一冊』（第三書館、1985年10月15日） 
  - 菊判。仮装本
  - 収録作品：
    - 〔小説〕：「檸檬」「城のある町にて」「泥濘」「路上」「橡の花」「過古」「雪後」「ある心の風景」「Kの昇天」「冬の日」「桜の樹の下には」「器楽的幻覚」「蒼穹」「筧の話」「冬の蝿」「ある崖上の感情」「愛撫」「闇の絵巻」「交尾」「のんきな患者」
    - 〔遺稿・習作〕：「母親」「奎吉」「矛盾の樣な真実」「『檸檬』を挿話とする断片」「夕凪橋の狸」「太郎と街」「瀬山の話」「犬を売る露店」「雪の日」「家」「栗鼠は籠にはいつてゐる」「闇への書」「闇の書」「雲」「奇妙な手品師」「猫」「琴を持つた乞食と舞踏人形」「海」「籔熊亭」「温泉」「貧しい生活より」「不幸」「卑怯者」「大蒜」「鼠」「カッフェー・ラーヴェン」「瀬戸内海の夜」「汽車」「凧」「河岸」「攀じ登る男」「薬」「交尾」「詩」「彷徨」「帰宅前後」「小さき良心」「裸像を盗む男」
    - 〔批評・感想〕：「青空同人印象記」「川端康成第四短篇集「心中」を主題とせるヴァリエイション」「六号記」「『新潮』十月新人号小説評」「『青空語』への感想」「『亞』の回想」「『戦旗』『文藝戦線』七月号創作評」「『青空』のことなど」「詩集『戦争』」「『親近』と『拒絶』」
    - 〔日記、書簡〕：日記、書簡
- 英文版『The youth of things : life and death in the age of Kajii Motojirō』（University of Hawaii Pres、2014年2月） 
  - 翻訳：Stephen Dodd
  - 収録作品：檸檬（Lemon）、泥濘（Mire）、路上（On the Road）、過古（The past）、雪後（After the Snow）、ある心の風景（Landscapes of the Heart）、Kの昇天（The Ascension of K, or K's Drowning）、冬の日（Winter Days）、櫻の樹の下には（Under the Cherry Trees）、器楽的幻覚（Instrumental Illusions）、筧の話（The Story of the Bamboo Pipe）、蒼穹（Blue Sky）、冬の蝿（Winter Flies）、ある崖上の感情（Certain Feelings on a Cliff Top）、愛撫（Caress）、闇の絵巻（Scroll of Darkness）、交尾（Mating）、のんきな患者（The Carefree Patient）

### 全集
- 『梶井基次郎全集上巻』（六蜂書房、1934年3月24日） - 限定500部
  - 装幀：清水蓼作。染色者：梅原勝次郎。菊判変型厚・紙装。紙函。口絵写真：梶井基次郎（大正13年3月）、梶井基次郎筆蹟「温泉」原稿
  - 付録：淀野隆三・中谷孝雄「編集者の詞」
  - 収録作品：「母親」「奎吉」「矛盾の樣な真実」「『檸檬』を挿話とする断片」「夕凪橋の狸」「太郎と街」「瀬山の話」「犬を売る露店」「檸檬」「城のある町にて」「泥濘」「路上」「雪の日」「橡の花」「家」「過去」「雪後」「ある心の風景」「Kの昇天―或はKの溺死」「冬の日」「栗鼠は籠にはいつてゐる」「櫻の樹の下には」「器楽的幻覚」「闇への書」「蒼穹」「筧の話」「雲」「冬の蝿」「奇妙な手品師」「ある崖上の感情」「猫」「愛撫」「闇の絵巻」「琴を持つた乞食と舞踏人形」「海」「交尾」「籔熊亭」「のんきな患者」「温泉」
- 『梶井基次郎全集全1巻』（ちくま文庫、1986年8月26日）
  - 装幀：安野光雅。A6判。仮製本。紙カバー
  - 解説：高橋英夫「存在の一元性を凝視する」。宇野千代「あの梶井基次郎の笑ひ声」
  - 収録作品：「檸檬」「城のある町にて」「泥濘」「路上」「椽の花」「過古」「雪後」「ある心の風景」「Kの昇天」「冬の日」「蒼穹」「筧の話」「器楽的幻覚」「冬の蝿」「ある崖上の感情」「桜の樹の下には」「愛撫」「闇の絵巻」「交尾」「のんきな患者」「詩二つ」「小さき良心」「不幸」「卑怯者」「大蒜」「彷徨」「裸像を盗む男」「鼠」「カッフェー・ラーヴェン」「母親」「奎吉」「矛盾の様な真実」「瀬戸内海の夜」「帰宅前後」「太郎と街」「瀬山の話」「夕凪橋の狸」「貧しい生活より」「犬を売る露店」「冬の日」「汽車 その他」「凧」「河岸 一幕」「攀じ登る男 一幕」「栗鼠は篭にはいっている」「闇の書」「夕焼雲」「奇妙な手品師」「猫」「琴を持った乞食と舞踏人形」「海」「薬」「交尾」「雲」「籔熊亭」「温泉」
- 『梶井基次郎 1901-1932』〈ちくま日本文学全集024〉（ちくま文庫、1992年1月20日）  
  - 装幀：安野光雅。A6判。仮製本。紙カバー
  - 解説：群ようこ「五感の刺激」
  - 収録作品：「檸檬」「鼠」「栗鼠は籠にはいっている」「器楽的幻覚」「愛撫」「桜の樹の下には」「闇の絵巻」「交尾」「Kの昇天」「ある崖上の感情」「母親」「奎吉」「大蒜」「夕凪橋の狸」「城のある町にて」「泥濘」「路上」「橡の花」「過古」「雪後」「ある心の風景」「冬の日」「温泉抄」「蒼穹」「筧の話」「冬の蠅」「のんきな患者」「手紙より」
- 『梶井基次郎全集第1巻 作品・草稿』（筑摩書房、1999年11月） 
  - 装幀：中山銀士。題簽：梶井基次郎。A5変型判。函入
  - 収録作品：
    - 〔小説〕：「檸檬」「城のある町にて」「泥濘」「路上」「過古」「雪後」「ある心の風景」「Kの昇天」「冬の日」「桜の樹の下には」「器楽的幻覚」「筧の話」「蒼穹」「冬の蝿」「ある崖上の感情」「愛撫」「闇の絵巻」「交尾」「のんきな患者」
    - 〔批評・感想〕：「『新潮』十月新人号小説評」「『亞』の回想」「淺見淵君に就いて」「『戦旗』『文藝戦線』七月号創作評」「『青空』のことなど」「詩集『戦争』」「『親近』と『拒絶』」「講演会 其他」「編集後記（大正15年3月号）」「編集後記（大正15年4月号）」「青空同人印象記」「編集後記（大正15年9月号）」「『青空語』に寄せて」「編集後記（昭和2年1月号）」
    - 〔遺稿・習作・感想〕：「奎吉」「矛盾の樣な真実」「太郎と街」「橡の花――或る私信」「川端康成第四短篇集「心中」を主題とせるヴアリエイシヨン」
    - 〔作文、詩歌・戯曲草稿、断片〕：「秋の曙」「秘やかな楽しみ」「秋の日の下」「愛する少女達」「河岸（一幕）」「永劫回歸」「攀じ登る男（一幕）」「凱歌（一幕）」
    - 〔小説草稿、断片群、草稿〕：「小さき良心」「喧嘩」「鼠」「裸像を盗む男」「不幸」「帰宅前後」「卑怯者」「彷徨」「彷徨の一部発展」「大蒜―水滸伝」「母親」「矛盾の様な真実」「奎吉」「カッフェー・ラーヴェン」「瀬戸内海の夜」
- 『梶井基次郎』〈ちくま日本文学028〉（ちくま文庫、2008年11月10日） 
  - 装幀：安野光雅。A6判。仮製本。紙カバー
  - 解説：群ようこ「五感の刺激」
  - 収録作品：「檸檬」「鼠」「栗鼠は籠にはいっている」「器楽的幻覚」「愛撫」「桜の樹の下には」「闇の絵巻」「交尾」「Kの昇天」「ある崖上の感情」「母親」「奎吉」「大蒜」「夕凪橋の狸」「城のある町にて」「泥濘」「路上」「橡の花」「過古」「雪後」「ある心の風景」「冬の日」「温泉抄」「蒼穹」「筧の話」「冬の蠅」「のんきな患者」「手紙より」
  - ※1992年1月の〈ちくま日本文学全集024〉と同内容。

### アンソロジー
- 『ネコ・ロマンチスム』（青銅社、1983年5月20日）
  - 装幀：渡辺英行。B6判。厚紙装。カバー
  - 編集：吉行淳之介
  - 収録作品：梶井基次郎「愛撫」、倉橋由美子「恋人同士」、金井美恵子「海のスフィンクス」、星新一「ネコ」、宮沢賢治「猫の事務所」、別役実「猫貸し屋」、小松左京「猫の首」、芥川龍之介「お富の貞操」、谷崎潤一郎「ドリス」、吉田知子「猫」、萩原朔太郎「猫町」、吉行淳之介「猫踏んじゃった」
  - ※2022年4月に中公文庫から再刊。
- 『文豪ナンセンス小説選』（河出文庫、1987年7月4日）
  - カバーデザイン：粟津潔。A6判。仮製本。紙カバー
  - 解説：鈴木貞美
  - 収録作品：泉鏡花「雨ばけ」、夏目漱石「夢十夜――第二夜」、内田百閒「北溟・虎」、芥川龍之介「煙草と悪魔」、稲垣足穂「星を売る店」、森鷗外「寒山拾得」、横光利一「頭ならびに腹」、夢野久作「霊感」、萩原朔太郎「死なない蛸」、宇野浩二「化物」、梶井基次郎「愛撫」、久生十蘭「謝肉祭の支那服：地中海避寒地の巻」、坂口安吾「風博士」、牧野信一「ゼーロン」、石川淳「知られざる季節」、中島敦「文字禍」
- 『ものがたりのお菓子箱――日本の作家15人による』（飛鳥新社、2008年11月28日）
  - 装幀：小幡好美。挿絵：安西水丸。B6判
  - 収録作品：谷崎潤一郎「魚の李太白」、有島武郎「僕の帽子のお話」、小川未明「月夜とめがね」、中原中也「一つのメルヘン」、梶井基次郎「愛撫」、川端康成「片腕」、三島由紀夫「雨のなかの噴水」、星新一「ボッコちゃん」、中島敦「幸福」、井伏鱒二「白毛」、伊丹十三「するめ」、吉行淳之介「蝿」、深沢七郎「月のアペニン山」、萩原朔太郎「死なない蛸」、小川洋子「ギブスを売る人」
- 『小川洋子の陶酔短篇箱』（河出書房新社、2014年1月30日）
  - 装幀：名久井直子。装画：宮永愛子。B6判
  - 編集・解説エッセイ：小川洋子。あとがき：小川洋子「私の陶酔短篇箱」
  - 収録作品：川上弘美「河童玉」、葛西善蔵「遊動円木」、泉鏡花「外科室」、梶井基次郎「愛撫」、中井英夫「牧神の春」、木山捷平「逢びき」、魚住陽子「雨の中で最初に濡れる」、井伏鱒二「鯉」、武田泰淳「いりみだれた散歩」、色川武大「雀」、平岡篤頼「犯された兎」、小池真理子「流山寺」、庄野潤三「五人の男」、武者小路実篤「空想」、日和聡子「行方」、岸本佐知子「ラプンツェル未遂事件」
    - 小川洋子解説エッセイ：「仏頂玉」「友だちに恵まれない人生」「鳴らないポケットベル」「文鳥のピアス」「動物園の檻」「ズロース問題」「禁を犯す」「食べてはならないもの」「食パンの死骸」「死後の父」「バニーガールの尻尾」「焼香の列」「選択のやり直し」「空想倶楽部」「影踏み」「塔と刺繡」

  - ※2017年6月に河出文庫で再刊。
- 『コーヒーと小説』（mille books・サンクチュアリ・パブリッシング、2016年10月。改版2021年11月）
  - 編集：庄野雄治
  - 収録作品：太宰治「グッド・バイ」、芥川龍之介「桃太郎」、宮沢賢治「水仙月の四日」、江戸川乱歩「日記帳」、岡本かの子「鮨」、梶井基次郎「愛撫」、横光利一「七階の運動」、二葉亭四迷「嫉妬する夫の手記」、久生十蘭「野萩」、坂口安吾「夜長姫と耳男」